# Acacia senegalensis
Acacia senegalensis é uma espécie de leguminosa do gênero Acacia, pertencente à família Fabaceae.